# Bende van Vier
De Bende van Vier, vereenvoudigd Chinees: 四人帮/四人幫, Hanyu pinyin: Sìrénbāng, was tijdens de Culturele Revolutie in de Volksrepubliek China een groep van vier radicale nieuwkomers in de Communistische Partij. Zij vormden een door partijleider Mao Zedong vanaf 1965 beschermde groep. Deze groep werd ook wel de Kleine Groep voor de Culturele Revolutie of de Kerngroep voor de Grote Proletarische Culturele Revolutie genoemd.
De Bende van Vier speelde een vooraanstaande rol tijdens de Culturele Revolutie. Hun activiteiten kregen de volle steun van Mao en de vier maakten een snelle promotie in de partijrangen. Wang Hongwen werd zelfs als mogelijk opvolger van Mao gepositioneerd. Critici van Mao’s beleid kregen na de dood van Mao in 1976 de overhand. De Bende verzette zich fel tegen de meer pragmatische koers die de partij ging volgen. Hun verzet werd snel gebroken en de vier werden uit de partij gestoten en gearresteerd.
Vier jaar later, op 20 november 1980 begon het proces tegen tien personen met de Bende van Vier als belangrijkste verdachten. Er waren tientallen aanklachten die in vier groepen zijn te verdelen:
1. systematisch verdachtmaking en vervolging van partijleden en militairen tot op de hoogste niveaus,
2. de vervolging van 700.000 partijleden en burgers met 35.000 doden als gevolg,
3. het in gang zetten van een militaire coup en
4. maken van plannen voor een gewapende opstand in Shanghai direct na Mao’s overlijden.

Voor het proces was een aparte rechtbank opgericht. Hier werden gedurende zes dagen per week in zes weken alle getuigen gehoord en het bewijsmateriaal getoond. De meeste verdachten waren zwijgzaam met uitzondering van Mao's weduwe Jiang Qing. Zij zei Mao blind te volgen en dat door haar te belasteren ook Mao werd belasterd, in het Engels: To vilify me is to vilify Mao!.
Na vier weken werd het vonnis bekendgemaakt, alle tien werden schuldig bevonden. Jiang Qing en Zhang Chunqiao werden ter dood veroordeeld, maar hun vonnissen werden na twee jaar omgezet in een levenslange gevangenschap. Wang Hongwen en Yao Wenyuan werden tot langdurige gevangenisstraffen veroordeeld.

## Andere betekenissen
- Bende van Vier (kleinkunst)
- Internetgiganten Google, Amazon, Facebook en Apple, de Gang of four